# 北千束駅

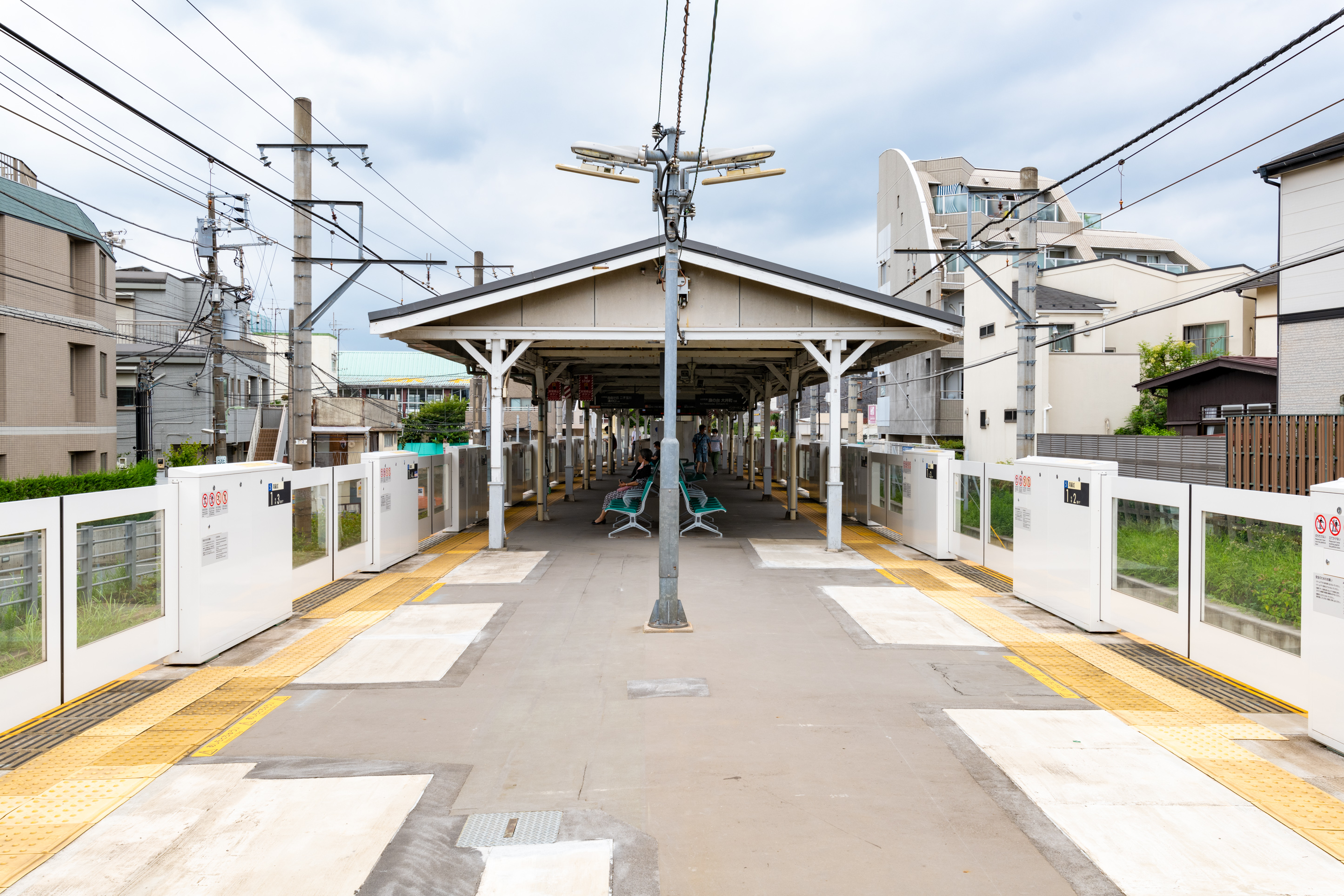
ホーム

北千束駅（きたせんぞくえき）は、東京都大田区北千束二丁目にある、東急電鉄大井町線の駅である。駅番号はOM07。

## 歴史
- 1928年（昭和3年）10月10日：池月駅（いけつきえき）として開設[1]。
- 1930年（昭和5年）5月21日：洗足公園駅（せんぞくこうえんえき）に改称[1]。
- 1936年（昭和11年）1月1日：北千束駅（きたせんぞくえき）に改称[1]。

### 駅名の由来
駅所在地の大田区北千束に由来する。北千束の「千束」は隣接する目黒区の「洗足」と同義とされている。洗足・洗足池の項も参照。
「池月」の由来は、源頼朝が洗足池の畔で宿営していた際、池に映る月の如く美しかった1頭の野馬を発見し、自らの馬とした愛馬・池月伝説によるもの。つまり、当駅が洗足池の最寄駅として開設されたことによる。「洗足公園」も同様の由来である。洗足池の最寄駅は池上線洗足池駅であるが、当駅開設当時の池上線は競合関係にあった池上電気鉄道の路線であった。

## 駅構造
島式ホーム1面2線を有する地上駅。斜面に立地する駅であり、大岡山側が一部高架となっている。駅舎は高架となっている部分のホーム下にある。サービス係「専門社員」導入駅のため五反田駅より遠隔監視されている。

### のりば
| 番線 | 路線     | 方向 | 行先                           |
| ---- | -------- | ---- | ------------------------------ |
| 1    | 大井町線 | 下り | 自由が丘・二子玉川・溝の口方面 |
| 2    | 大井町線 | 上り | 旗の台・大井町方面             |

## 利用状況
2024年度（令和6年度）の1日平均乗降人員は7,266人である。大井町線では最も乗降人員が少なく、東京都内にある東急電鉄の駅（世田谷線を除く）でも最少となっている。
近年の1日平均乗降・乗車人員の推移は以下の通り。
| 年度               | 1日平均 乗降人員 | 1日平均 乗車人員 | 出典     |
| ------------------ | ---------------- | ---------------- | -------- |
| 1990年（平成02年） |                  | 4,342            | [ * 1 ]  |
| 1991年（平成03年） |                  | 4,352            | [ * 2 ]  |
| 1992年（平成04年） |                  | 4,288            | [ * 3 ]  |
| 1993年（平成05年） |                  | 4,195            | [ * 4 ]  |
| 1994年（平成06年） |                  | 4,093            | [ * 5 ]  |
| 1995年（平成07年） |                  | 4,055            | [ * 6 ]  |
| 1996年（平成08年） |                  | 4,025            | [ * 7 ]  |
| 1997年（平成09年） |                  | 3,975            | [ * 8 ]  |
| 1998年（平成10年） |                  | 3,921            | [ * 9 ]  |
| 1999年（平成11年） |                  | 3,784            | [ * 10 ] |
| 2000年（平成12年） |                  | 3,652            | [ * 11 ] |
| 2001年（平成13年） |                  | 3,483            | [ * 12 ] |
| 2002年（平成14年） |                  | 3,463            | [ * 13 ] |
| 2003年（平成15年） | 7,072            | 3,590            | [ * 14 ] |
| 2004年（平成16年） | 7,190            | 3,699            | [ * 15 ] |
| 2005年（平成17年） | 7,077            | 3,624            | [ * 16 ] |
| 2006年（平成18年） | 7,065            | 3,614            | [ * 17 ] |
| 2007年（平成19年） | 7,144            | 3,634            | [ * 18 ] |
| 2008年（平成20年） | 6,819            | 3,466            | [ * 19 ] |
| 2009年（平成21年） | 6,695            | 3,389            | [ * 20 ] |
| 2010年（平成22年） | 6,702            | 3,381            | [ * 21 ] |
| 2011年（平成23年） | 6,681            | 3,361            | [ * 22 ] |
| 2012年（平成24年） | 6,829            | 3,430            | [ * 23 ] |
| 2013年（平成25年） | 6,983            | 3,501            | [ * 24 ] |
| 2014年（平成26年） | 6,821            | 3,408            | [ * 25 ] |
| 2015年（平成27年） | 6,966            | 3,478            | [ * 26 ] |
| 2016年（平成28年） | 7,001            | 3,504            | [ * 27 ] |
| 2017年（平成29年） | 7,078            | 3,540            | [ * 28 ] |
| 2018年（平成30年） | 7,225            | 3,614            | [ * 29 ] |
| 2019年（令和元年） | 7,268            | 3,634            | [ * 30 ] |
| 2020年（令和02年） | 5,359            |                  |          |
| 2021年（令和03年） | 6,022            |                  |          |
| 2022年（令和04年） | 6,657            |                  |          |
| 2023年（令和05年） | 7,069            |                  |          |
| 2024年（令和06年） | 7,266            |                  |          |

## 駅周辺

### 官公庁・公共施設
- 大田区千束特別出張所

### 教育機関
- 昭和医科大学洗足キャンパス
- 大田区立赤松小学校

### 病院
- 昭和医科大学歯科病院

### 郵便局 ・ 金融機関
- 大田北千束郵便局

### 店舗
- まいばすけっと 北千束駅前店

### 史跡 ・ 自然
- 洗足池
- 大田区立勝海舟記念館（旧清明文庫）[8]
- 御松庵妙福寺（日蓮袈裟掛けの松）

### 交通
- 環状七号線（環七通り）
- 洗足駅（環七通りを越えて徒歩5分程）

## バス路線
最寄りバス停留所は環七沿いにある東急バス「北千束二丁目」である。
- 森91 大岡山小学校・野沢龍雲寺・若林駅前経由 新代田駅前行　/　長原・馬込駅前・大森駅前経由 大森操車場行

## 隣の駅
東急電鉄
 大井町線
■急行
通過
□各駅停車（二子新地・高津は通過）・■各駅停車（二子新地・高津に停車）
旗の台駅 (OM06) - 北千束駅 (OM07) - 大岡山駅 (OM08)